# Ancienne église paroissiale Sainte-Anne de Marsaskala
L'ancienne église paroissiale Sainte-Anne était une église catholique située à Marsaskala, à Malte, avant la construction de l'actuelle église paroissiale.